# Quartier Chemin Vert - Europe à Reims
Pour les articles homonymes, voir Quartier européen.

Les douze conseils de quartiers de Reims
Barbâtre - Saint-Remi - Verrerie
Bois d'Amour - Porte de Paris - Courlancy
Centre-ville
Cernay Jamin - Jean Jaurès - Épinettes
Clairmarais - Charles Arnould
Châtillons
Chemin Vert - Europe
Croix-Rouge - Hauts de Murigny
La Neuvillette - Trois-Fontaines
Laon Zola - Neufchâtel - Orgeval
Maison-Blanche - Sainte-Anne - Wilson
Murigny

Le quartier Chemin Vert - Europe se situe à Reims.

## Position
Le quartier se trouve à l'est du centre-ville, il est entouré par les quartiers Cernay - Jamin - Jean Jaurès au Nord, Barbâtre - Saint Remi - Verrerie au Sud et la commune de Cernay-lès-Reims à l'Est. 
Il est notamment traversé du Nord au Sud par le Boulevard Pommery (route départementale 951). Il est bordé au Nord par la Rue de Cernay (route départementale 980), au Sud par l'Avenue Henri Farman (route départementale 944), à l'Est par la voie SNCF Reims - Châlons-en-Champagne et à l'Ouest par le boulevard Saint Marceaux.

## Données chiffrées
Statistiques démographiques, économiques...

## Description / Urbanisme
Le quartier se décompose en trois zones distinctes : 

### Chemin Vert
La cité-jardin du Chemin Vert a été érigée de toutes pièces sur un terrain de 45 hectares à la suite de la Première Guerre mondiale par le Foyer Rémois, auquel elle appartient encore. Cette institution a été créée par plusieurs industriels (dont Georges Charbonneaux) qui appartient à la tradition du catholicisme social et qui entretient des relations suivies avec la haute société protestante locale. Ainsi, il associe Joseph Krug à la création du Foyer rémois, dessinée par Jacques Marcel Auburtin. 
Georges Charbonneaux dota, en outre, ses cités de tout un équipement social et culturel : maison commune, maison de l’enfance, église, etc. Georges Charbonneaux, qui souhaitait promouvoir ce périmètre ouvrier, édifia en 1923 l’église Saint Nicaise, inaugurée en juin 1924, dans ce quartier populaire. Il fit appel à René Lalique pour la réalisation des baies de la nef et du transept. Le peintre Gustave-Louis Jaulmes, né à Lausanne d’un pasteur français et d’une mère franco-britannique, décorateur du Temple protestant de Reims en 1923, se trouve ainsi appelé à participer, aux côtés d’artistes catholiques aussi éminents que Maurice Denis, à la décoration de l’église de la cité-jardin du Chemin Vert. 
Ce quartier a été en particulier été conçu pour les ouvriers de la zone industrielle mitoyenne, qui l'isole du centre-ville ; cet isolement, à l'origine également rendu nécessaire par la nécessité de construire sur des terrains peu onéreux, a également contribué à isoler la population des habitants du reste de la ville, leur garantissant ainsi une certaine tranquillité.
Sa structure à peu près circulaire se répand autour d'un lieu de vie central, comprenant notamment les Maisons Communes (bibliothèque, bains-douches, école ménagère...) et Maison de l'Enfance. L'église Saint-Nicaise (peintures des artistes Gustave-Louis Jaulmes et Maurice Denis, vitraux de René Lalique)  est légèrement excentrée, approximativement à mi-distance entre cette place centrale et le groupe scolaire Pommery, sur le boulevard du même nom. Des commerces sont répartis dans deux petits centres commerciaux de proximité.
Elle comprend environ 600 logements de style régionaliste, d'une superficie de 36 à 65 m2, pour la plupart jumelés ou « en bandes », répartis en 14 types différents, et formant environ 300 bâtiments, disposant tous d'un jardinet. On y trouve un bon niveau de confort pour l'époque, avec eau courante, tout-à-l'égout, électricité et chauffage au charbon, ainsi qu'une belle exposition à la lumière et de larges ouvertures.
Ce quartier verdoyant construit à l'origine pour les populations ouvrières s'est transformé au cours des années 1970 en une « annexe » du quartier de l'Europe mitoyen, orientée sur l'Avenue de l'Yser qui la sépare de celui-ci, mais où il fait néanmoins toujours bon vivre.

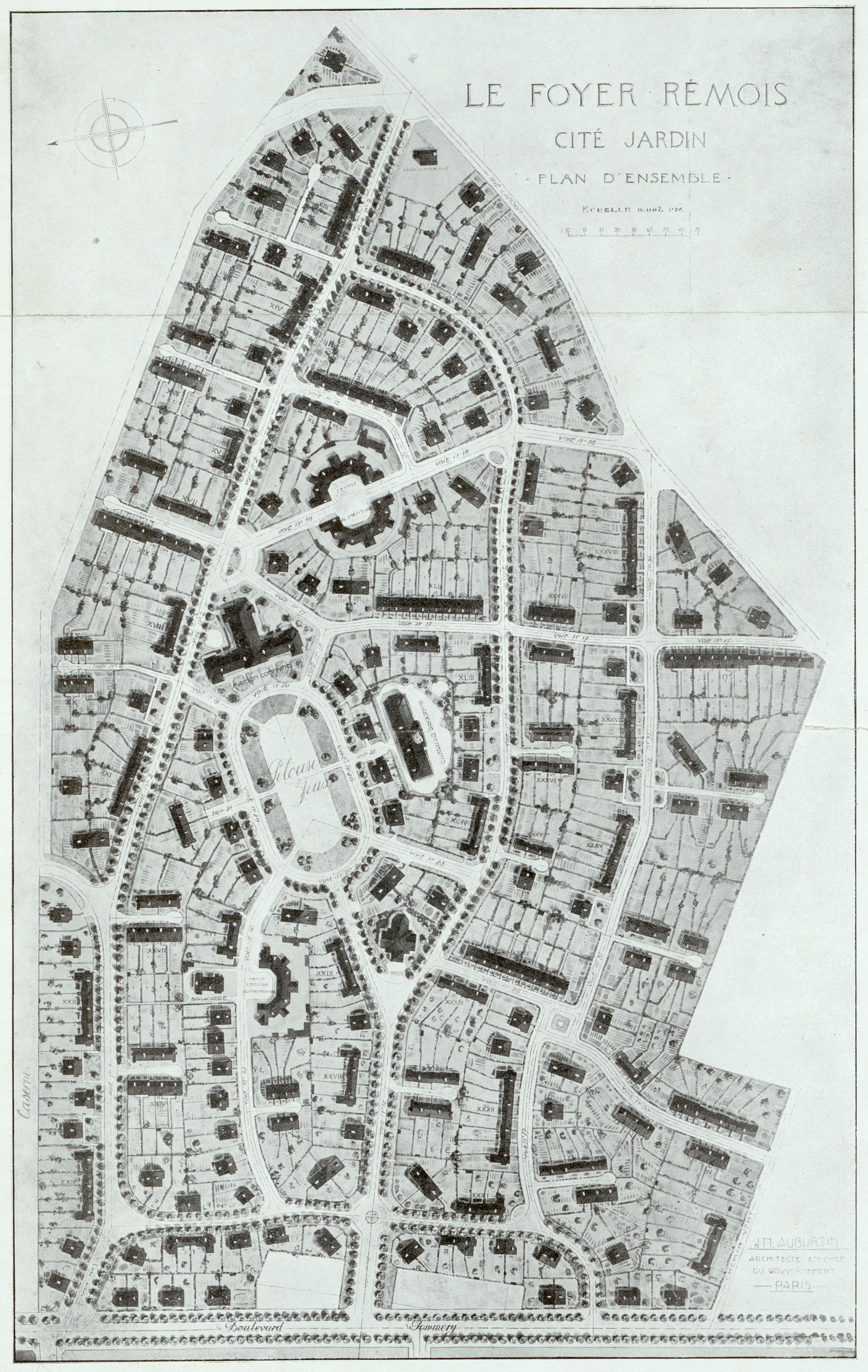
Plan d'ensemble de la cité jardin
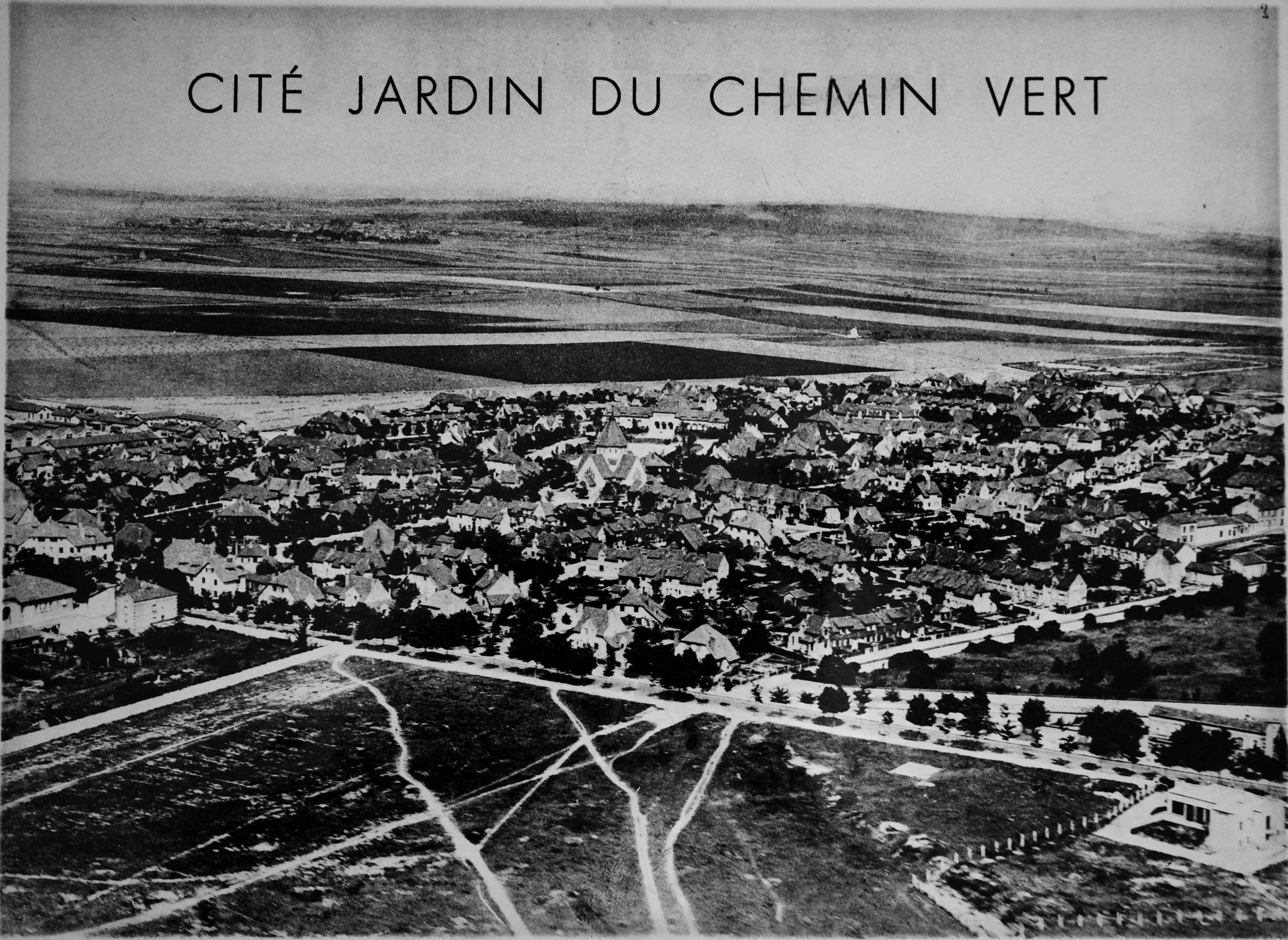
Les débuts du quartier derrière le Boulevard Pommery.
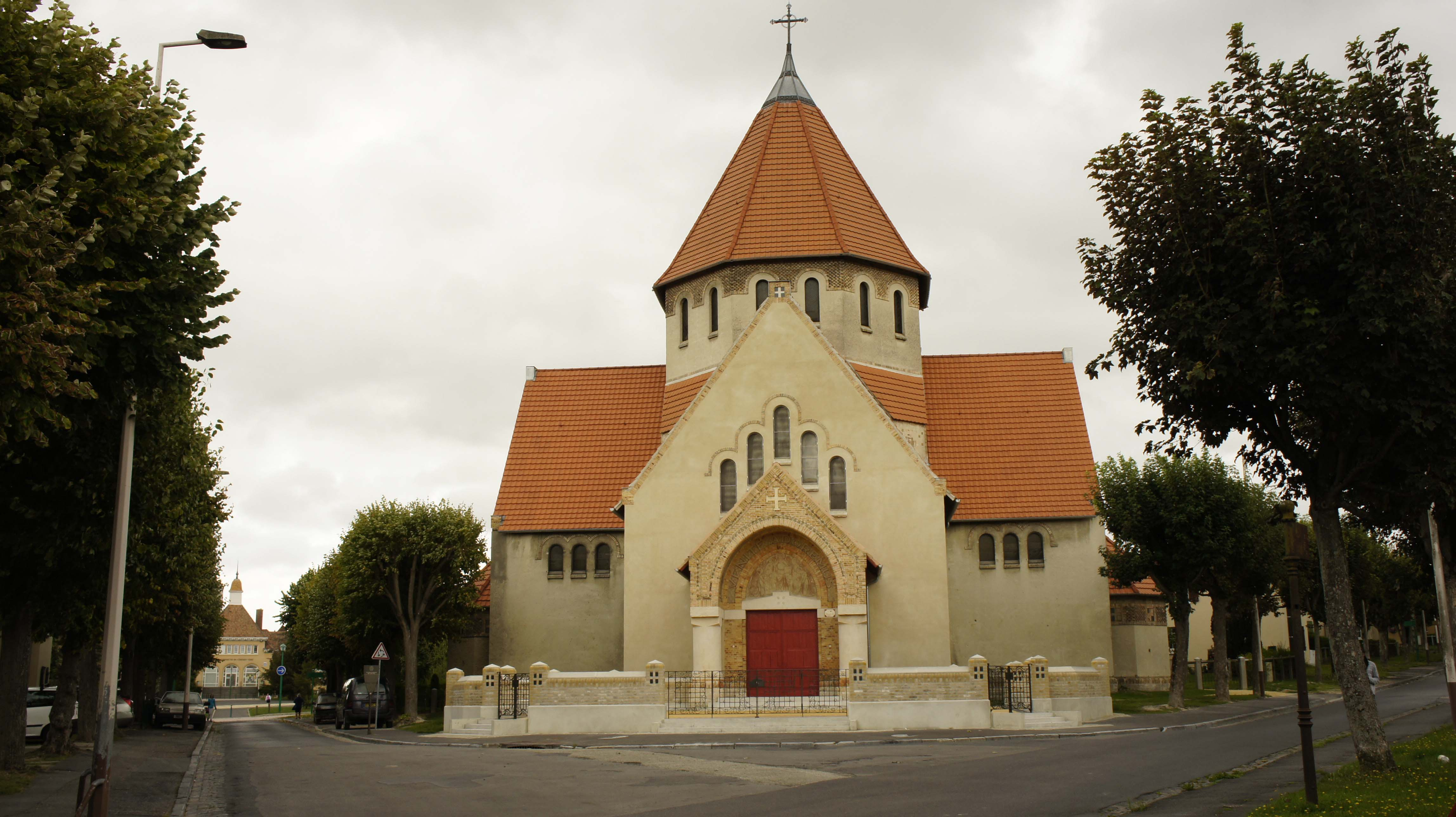
L'église St-Nicaise de face.
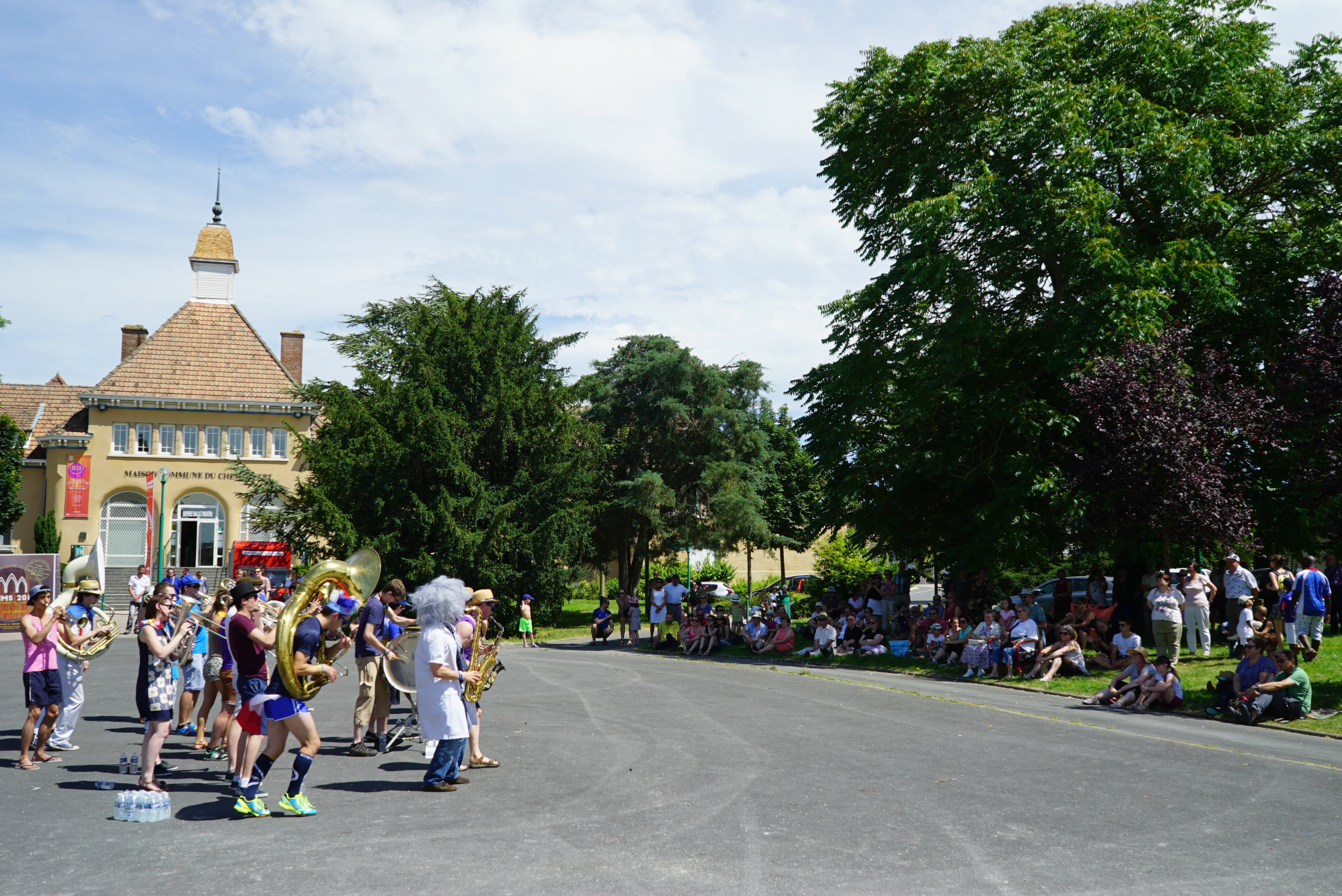
La Maison commune depuis la Place du 11 novembre.

### Europe
Au cours des années 1960, sort de terre ce quartier de grands ensembles comportant 2 040 logements sur une superficie de 42,8 hectares. Conçu par l'architecte Jean-Loup Roubert autour de la large Avenue de l'Europe, le quartier est sillonné par de nombreux mails piétons reliant les différents immeubles entre eux. On y trouve deux principaux pôles de vie, situés approximativement aux deux extrémités, avec la place Jean Moulin et le square Louis Demaison, accueillant à l'origine deux centres commerciaux de proximité. Toutefois, le second n'a pu faire face à son déclin progressif, le premier disposant d'une offre bien plus abondante, comprenant notamment un bureau de poste et une antenne de la Mairie, sans oublier la proximité de l'Église Saint-Vincent de Paul.
Le pari réalisé dans la conception de ce quartier par le Foyer Rémois a été de conserver une certaine diversité dans l'urbanisme. Premièrement, l'on peut remarquer au moins deux types différents d'architecture pour les grands ensembles, le premier, plus « moderne » pour l'époque, mais aussi plus uniforme, voire plus terne, est dominant. L'autre style, aux façades plus esthétiques et intégrant notamment de la pierre, se retrouve principalement près du Boulevard Pommery, de la Rue de Cernay et du Chemin-Vert, assurant ainsi une certaine transition entre les habitations plus anciennes et les imposantes constructions. Deuxièmement, à côté des immeubles se trouvent de petits pavillons accolés (au nombre de 850), que l'on retrouve surtout sur une étroite bande délimitée par l'Avenue de l'Europe et les voies SNCF, et qui sont également loués par le Foyer Rémois. Troisièmement, la présence de deux maisons de retraite, d'une résidence étudiante et de quatre résidences gérées en copropriété vient compléter le paysage social du quartier.
Celui-ci est ponctué de parcs avec bassins, terrains de sports (dont des plateaux de tennis en surface de parkings souterrains), une piscine, équipements de jeu, et d'un traitement paysager soigné. Bien avant que le concept de « réaffectation des espaces » au profit des piétons ne se développe tel qu'on le connait aujourd'hui, la conception de cette cité autour de larges voiries piétonnes et bien arborées a contribué à ce que son attractivité n'a pas décliné au même point que d'autres quartiers du même type.

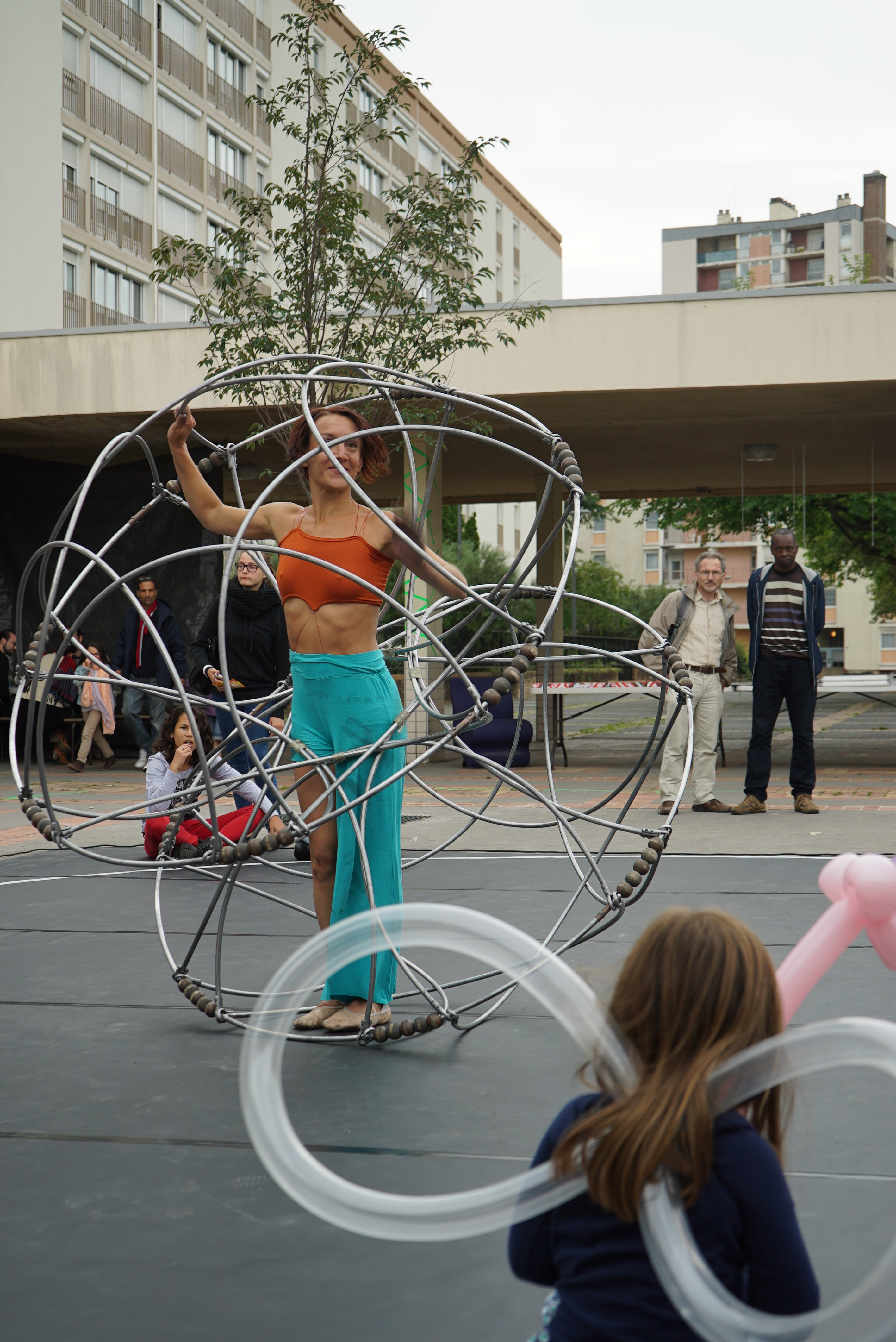
Place Jean Moulin avec animation Art en place.
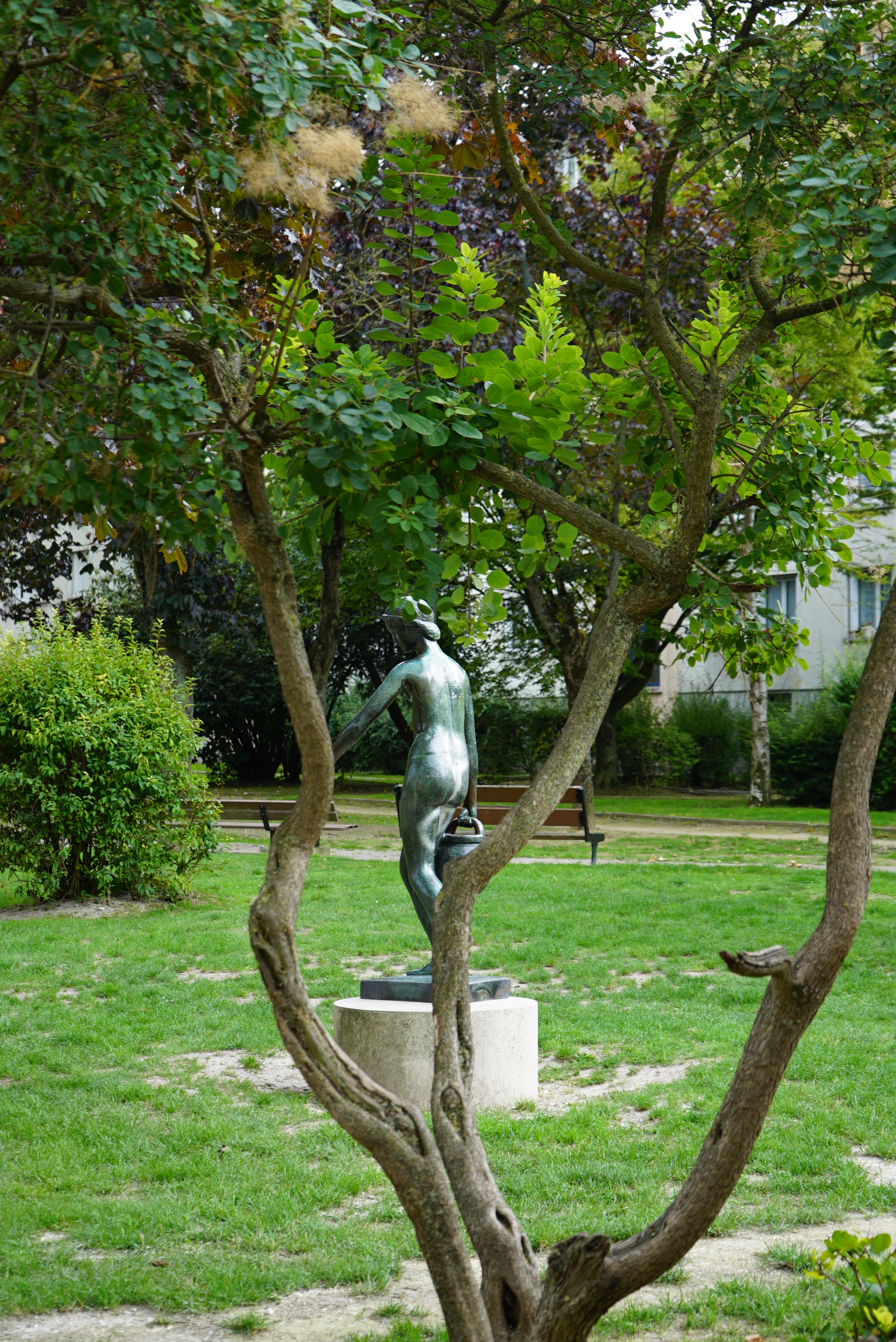
Espace vert décoré.
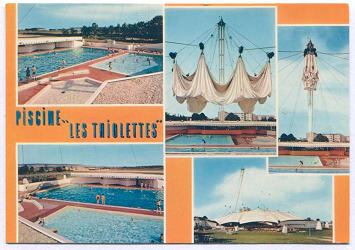
Piscine des Thiollettes

### Clemenceau
L'habitat, les couches sociales, logement social/privé, commercial/résidentiel, immeubles/pavillons, etc. avec photos
(Ancienne zone à prédominance industrielle)
(Autre nom : Les Coutures, ambigu avec l'ancien quartier autour de la place d'Erlon)

## Loisirs et lieux d'intérêt

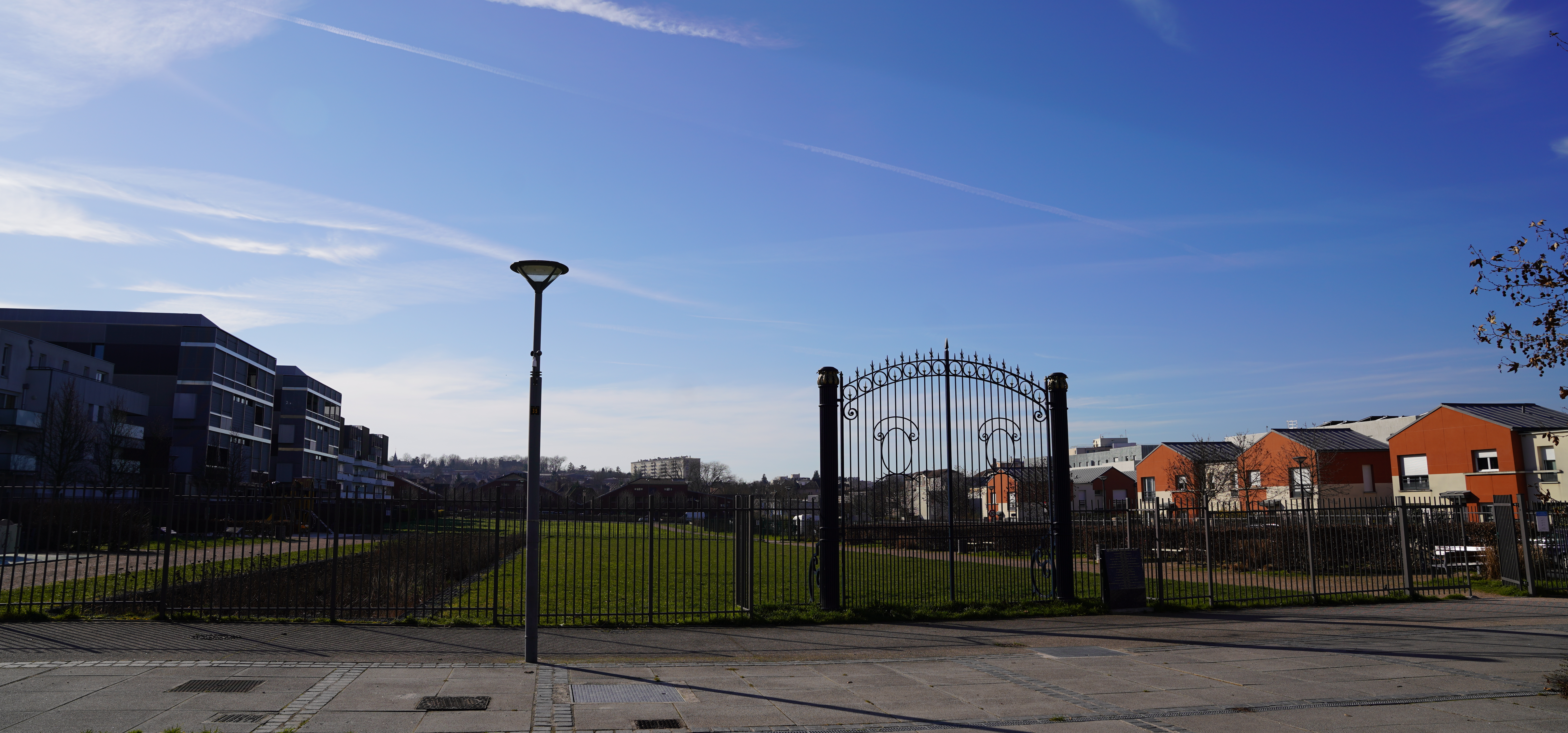
Le square Nathalie-d'Esterno ancienne caserne Jeanne-d'Arc.

- Musée de l'automobile Reims-Champagne ;
- Maisons de Champagne : Henri Abelé et Piper-Heidsieck ;
- Églises Saint-Nicaise et Saint-Vincent-de-Paul ;
- Piscine et complexe sportif des Thiolettes ;
- Maison commune du Chemin Vert, Place du 11-Novembre (Reims).
- Reims Europe Club (association sportive) ;

## Services publics

### Administration
- Mairie annexe place Jean Moulin,

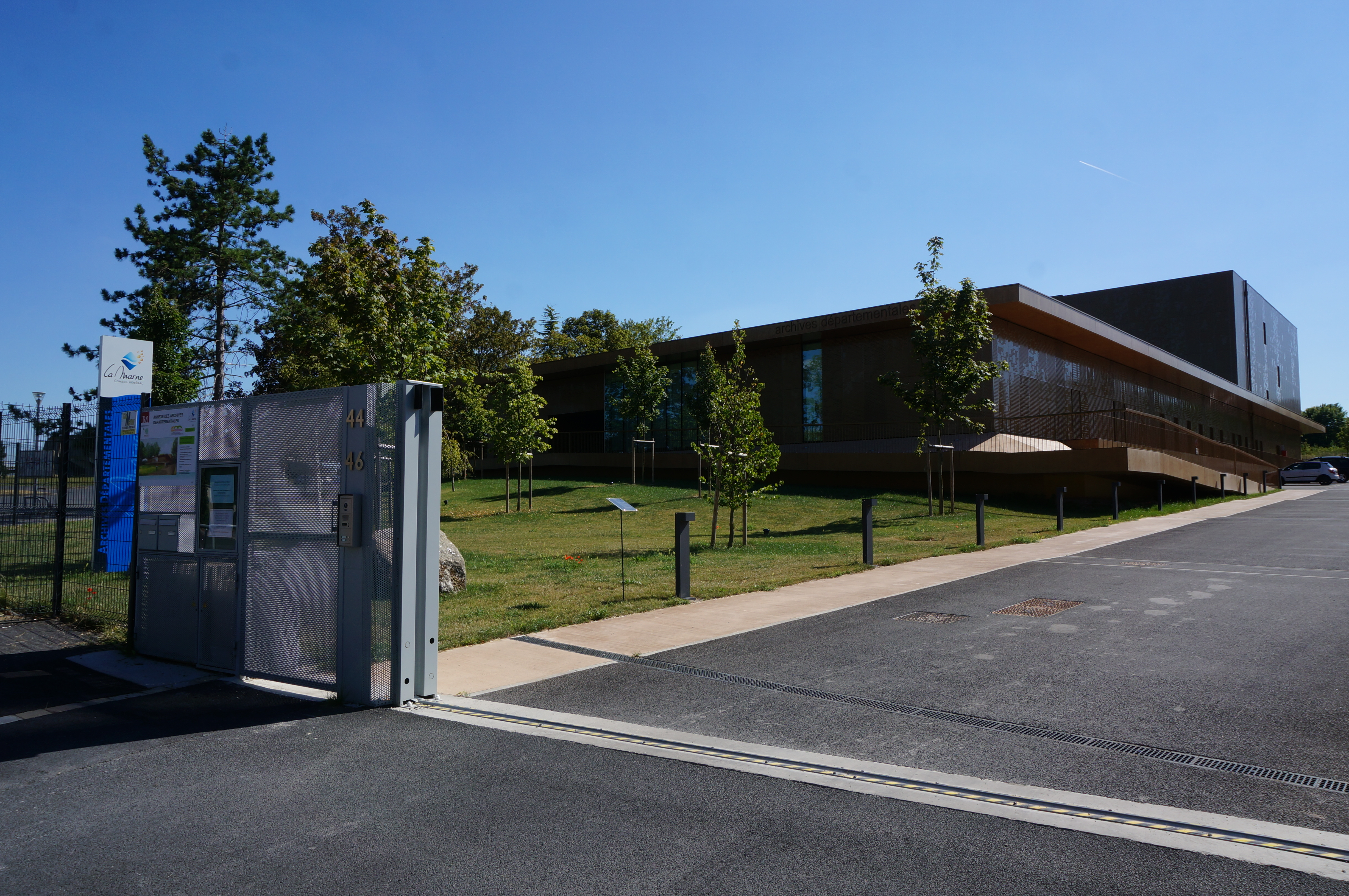
L'annexe des archives.

- Maisons de quartier Cernay-Europe et Chemin Vert,
- l'annexe des archives départementales de la Marne.

### Enfance et enseignement
- Crèche publique du Chemin Vert

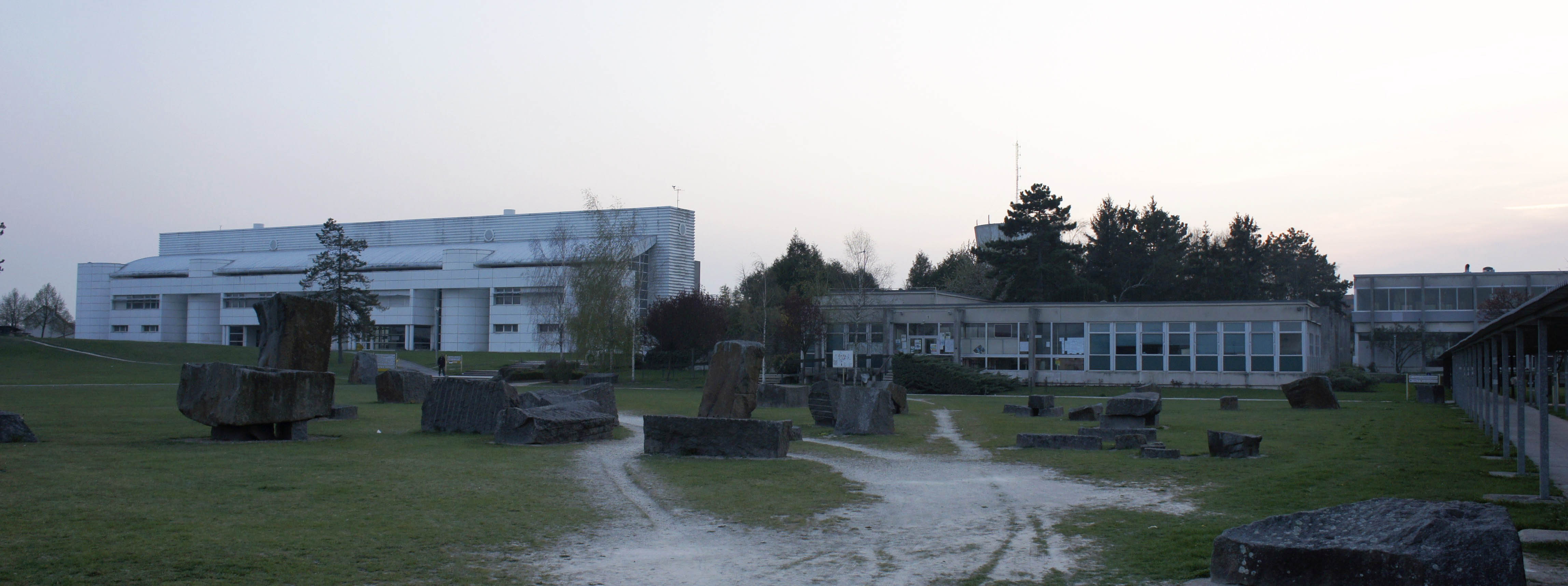
L'Université.

- Halte-Garderie de la Maison de quartier Cernay-Europe
- École maternelle Yser
- Groupes scolaires Adriatique, Danube, Général Carré, Gerbault et Pommery
- Collège Robert Schuman
- Lycée général Georges Clemenceau
- Lycées professionnels Yser (bâtiment et commerce) et Europe (esthétique, secrétariat, social)
- Université de Reims Champagne-Ardenne : Faculté des Sciences (UFR Sciences naturelles et exactes et STAPS) et IUT
- Bibliothèque Chemin Vert

### Santé et sécurité
- Centre de soins Chemin Vert - Europe
- Résidences séniors Clemenceau, Jean d'Orbais et Automne
- Caserne départementale de gendarmerie

## Économie

### Principaux centres commerciaux
- Place Jean Moulin
- Supermarché Carrefour Market Clemenceau
- Hypermarché Carrefour Europe

### Entreprises notables et parcs d'activités
- ZAC Croix Blandin : Centre de tri La Poste, projets de Cité de l'Habitat et Cité de l'Automobile

## Desserte
Le quartier devrait être desservi par un échangeur de l'A34 au niveau de la ZAC Croix-Blandin. Cet échange existe déjà mais la route de liaison au quartier n'est pas encore réalisée, et un détour par le parc des expositions est nécessaire.
Il est relié au centre-ville par les lignes Citura 1, 3 et 30 et au sud de l'agglomération par la ligne 11.
Une halte ferroviaire sur la ligne Reims - Châlons-en-Champagne est en projet, à l'usage des étudiants de la Faculté des Sciences et de l'IUT.